# Snakkerburen
Snakkerburen (Fries: Snakkerbuorren) is een dorp of buurtschap in de gemeente Leeuwarden, in de Nederlandse provincie Friesland. Snakkerburen ligt ten oosten van de Dokkumer Ee, tussen de stad Leeuwarden en Lekkum. In 2023 telde het dorp 200 inwoners. 
Snakkerburen vormt samen met de dorpen Miedum en Lekkum al eeuwenlang één gemeenschap. De drie dorpen worden ook wel De Trije Doarpen genoemd. Er bestaan vele samenwerkingen tussen de dorpen, vooral op het vlak van cultuur. Zo bestaat onder andere een gezamenlijke dorpsblad, genaamd De Kobbeflecht. De drie dorpen hebben ook één dorpsvereniging, Dorpsbelang die zich inzet voor de belangen van de dorpsbewoners.

## Geschiedenis

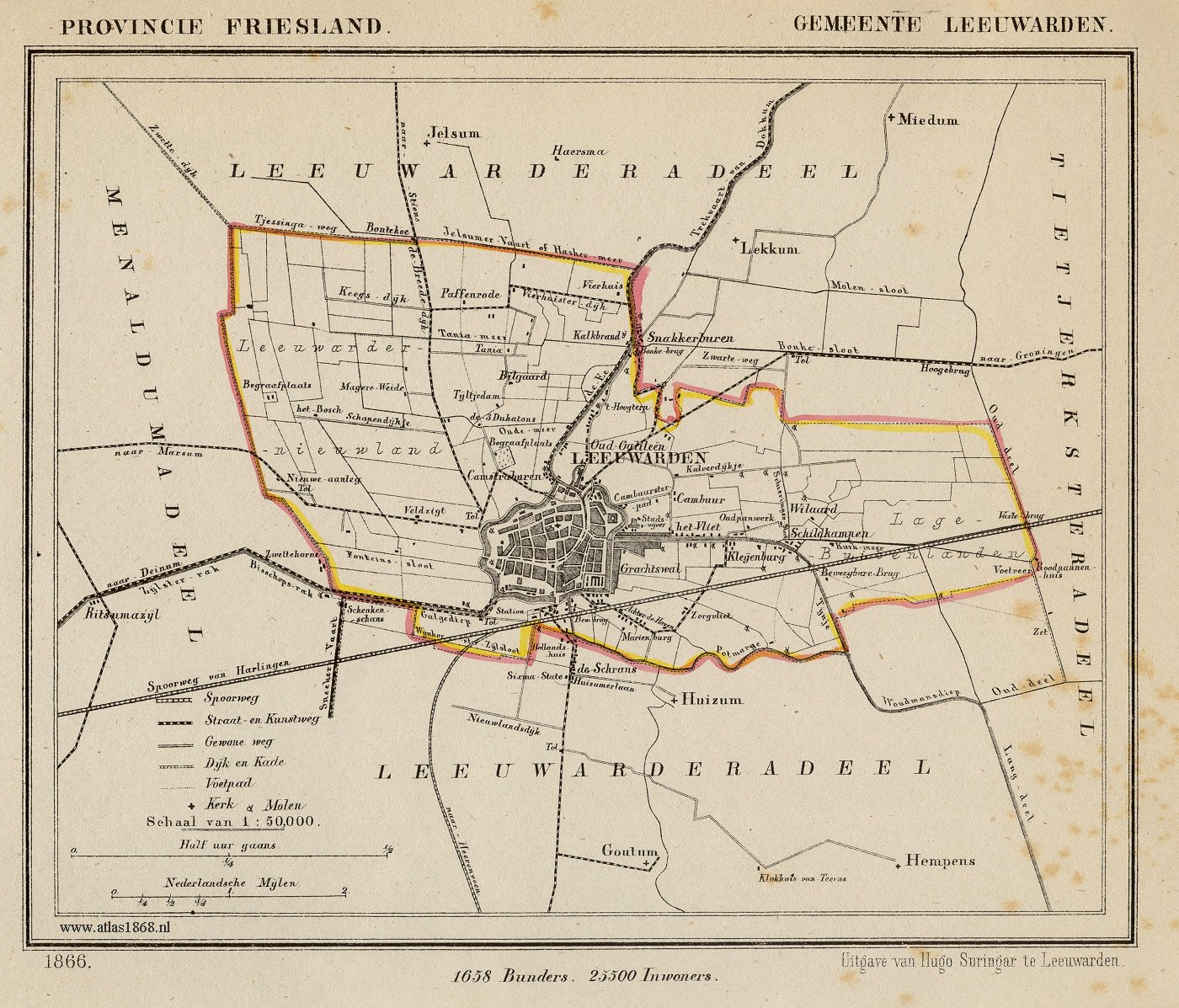
Snakkerburen op een kaart van de gemeente Leeuwarden uit 1866

Het gebied van Snakkerburen werd waarschijnlijk al in de Middeleeuwen bewoond maar de ontwikkeling tot plaats zou pas in de 15e eeuw hebben plaatsgevonden.
De plaats werd in 1664 vermeld als Snackerbuyren en in 1718 als Snakker Buiren. In de 19e eeuw werd Snakkerburen als een buurtschap beschouwd. Snakkerburen was een toevluchtsoord voor bedrijven uit Leeuwarden die de regels te streng vonden. In de 20ste eeuw rukte de stad op en de bedrijvigheid in Snakkerburen zelf liep terug. 
Tot 1944 behoorde Snakkerburen tot de gemeente Leeuwarderadeel en werd onderdeel van de stadsgemeente. In 1975 werd Snakkerburen een zelfstandige plaats, hoewel de plaats toen al tegen de stad aan lag.

## Dorp of buurtschap
De gemeentelijke naamgevingscommissie maakte in juni 2007 duidelijk dat Snakkerburen ten onrechte als dorp wordt aangemerkt, maar altijd een buurtschap is geweest. Dit zou blijken uit een document uit 1975. In de praktijk worden beide duidingen gebruikt.

## Dorpstuin
Snakkerburen kent sinds 2001 een eigen dorpstuin, het Hof van Eeden, deze wordt beheerd door de "Stichting Doarpstún Snakkerburen". In 2018 werd het Praathûs er bij geopend, een multifunctioneel centrum.

## Geboren in Snakkerburen
- Folkert van der Woude (1933-2012), natuurkundige